# 尤里·奥莱夫
尤里·奥莱夫（希伯來語：‎，羅馬化：Uri Orlev，1931年2月24日—2022年7月26日），原名耶日·亨利克·奧沃夫斯基（波蘭語：Jerzy Henryk Orłowski），生於波兰华沙，是一位多次获奖的波兰籍以色列犹太儿童文学作家及翻译家，同时也会创作广播稿及电视剧本。

## 生活经历
战争年代中，他在华沙犹太区和伯根-贝尔森集中营中幸存下来。他的父亲是波兰军队中的军医，被苏联人抓捕，在1954年才与他的儿子在以色列团聚；他的母亲是化学家，被纳粹行刑队枪杀。之後，他和弟弟秘密逃出犹太区并被一户波兰人家藏匿保护起来，不过在1943年他和弟弟都被遣送至集中营，2年後在美国军队的帮助下，14岁的奥莱夫和12岁的弟弟才重获自由。战後他们与其他孩子一起被送往巴黎，然後奥莱夫和他弟弟移民到以色列。1962年之前奥莱夫一直住在基布兹中。
现在奥莱夫居住在耶路撒冷，已结婚并育有4名子女。

## 创作风格
在奥莱夫是孩子的时候，他知道怎样在想象中寻找庇护所来逃避恐惧，而且他甚至觉得这是一种奇遇。他说：“我过去常常读很多书，很羡慕那些美洲印第安人，因为发生在他们身上的事情是令人惊恐但又激动人心的。”他将这些经历和梦境记录在1994年为儿童而创作的自传《The Sandgame》中：“在某个阶段我曾坚决认为战争和大屠杀全都不是真实的，而这是我当时所梦寐以求的。事实上，我常常觉得我曾是中国皇帝的儿子。”
儿童视角对於奥莱夫来说不仅仅文学创作的驱动力：“当我书写童年时，感觉就好像穿过冰封的湖面。我一定不能踏得太重，一定不能像成年人一样凝思我的童年，否则我会踏破冰面，淹没在湖水中，再也不能浮上来。”
奥莱夫将他战争时代的经历融入他的多部作品中，如《从另一边来的人》（1988年）和《伯德街小岛》（1981年）。不过他从未考虑过撰写猶太人大屠殺本身的作品。他自称他最简单的愿望就如很多艺术家一样，把自己的童年经历作为文学创作的努力方向，因为童年经历要比任何成人的事情都深入人心。他收到许多孩子的来信，他们都是凭自己的生活经历，以自己的眼光来读他的作品。
有时他很难相信自己会回到德国谈论自己的故事和经历，而且直到现在已经做了很多年这样的事，因为14那年，他发誓再也不会回到德国这个国家。他非常害怕自己会认出某个老人就是杀害母亲的凶手，而这样仇恨就会在他的心中燃烧。
美国摩根州立大学英语系教授Meena Khorana在她发表於国际儿童文学杂志《Bookbird》上的文章中这样评价奥莱夫及其作品：“尤里·奥莱夫的一生及其作品是他童年时代不屈不挠之精神的写照。”

## 文学生涯
奥莱夫不仅为青少年创作书籍，也为成年人撰写作品。而他从1976年才开始进行儿童文学创作，从那时起共发行了超过30部作品，这些作品往往是传记体。他的作品都是以希伯来语写成，已被翻译成至少25种语言，而他也常常将波兰文学作品翻译成希伯来语。他最著名的作品是《伯德街小岛》（The Island on Bird Street），已被改编成话剧和电影。

### 获奖经历
奥莱夫是以色列儿童畅销书作家之一，已经获得了多个奖项。1996年，奥莱夫获得儿童文学界的国际安徒生文学奖（Hans Christian Andersen Award）。评选委员会对他作出了如下评语：
|  | 尤里·奥莱夫是一个成长在饱受战火蹂躏的波兰的犹太男孩，而这段经历成为这位出众的儿童文学作家的创作背景。无论他的故事是发生在华沙犹太区抑或是他的新国家以色列，他从未失去以儿童视角看待问题的能力。他以正直和幽默而不是感伤创作出高水平的文学作品，用寥寥数语道出深意。尤里·奥莱夫向我们展示出孩子们依然能幽默乐观地度过那残酷可怖的年代。 |

奥莱夫现已在国际和以色列国内获得多个文学奖，下列是近期获奖经历：
- 国际安徒生文学奖（1996年），凭借《伯德街小岛》获得
- Yad Vashem Bruno Brandt Award（1997年）
- Ze`ev Prize for Lifetime Achievement（2002年）
- 国际安徒生文学奖（意大利，2003年），凭借《Run, Boy, Run》获得
- Premio Cento（意大利，2003年），同上
- Best Audio Book for Youth（德国，2006年），同上
- Bialik Prize（2006年）

## 作品
小说及诗歌作品：
- Till Tomorrow（1958年）
- The Last Summer Vacation（1968年）
- The Thing in the Dark（1976年）
- It's Hard to Be a Lion（1979年初版，2002年再版）
- 伯德街小岛 The Island on Bird Street（1981年）
- The Wings Turn（1981年）
- Big Brother（1983年）
- The Lead Soldiers（1956年初版，1983年再版）
- The Dragon's Crown（1986年）
- 从另一边来的人 The Man From the Other Side（1988年）
- The Lady with the Hat（1990年）
- 巴勒斯坦王后莉迪娅 Lydia, Queen of Palestine（1991年）
- The Sandgame（1994年）
- A Mouthful of Meatball（1995年）
- Last of Kin（1996年）
- The Wandering Family（1997年）
- The Song of the Whales（1997年）
- 快跑!男孩 Run, Boy, Run（2001年）
- Poems from Bergen-Belsen（1944年初版，2005年再版）

### 图画书
图画书作品：
- The Big-Little Girl（1977年初版，2006年再版）
- Noon Thoughts（1978年）
- A Hole in the Head（1979年）
- Siamina（1979年）
- The Lion Shirt（1979年初版，2000年再版）
- The Black Cloud（1979年）
- How Mr. Cork Made the Brain Work（1979年）
- The Good-Luck Pacifier（1980年初版，2002年再版）
- Granny Knits（1980年）
- Mr. Mayor, Let Us Sing（1980年初版，1993年再版）
- How to Be Four（1985年）
- On the Wrong Side of the Bed（1985年）
- Hairy Tuesday（1988年）